# Ambassade du Ghana en France
L'ambassade du Ghana en France est la représentation diplomatique de la république du Ghana en République française. Elle est située 8 villa Saïd, à Paris dans le 16e arrondissement et son ambassadrice est, depuis 2017, Anna Bossmann.

## Ambassade
L'ambassade est située 8 villa Saïd dans le 16e arrondissement de Paris. Auparavant, elle se trouvait 21 boulevard de la Saussaye à Neuilly-sur-Seine.

## Ambassadeurs du Ghana en France
Le 31 octobre 2014, Johanna Odonkor Svanikier devient l'ambassadrice du Ghana en France. En 2017, Anna Bossman est désignée pour lui succéder, elle est également l'ambassadrice du Ghana au Portugal et représentante permanente du Ghana auprès de l'UNESCO, de l'OCDE et de l'Organisation internationale de la Francophonie.

### Liste
Liste publiée avec des photographies sur le site de l'ambassade :
- 1957-1959 : Edward Asafu-Adjaye (en)
- 1959-1962 : Kwame Sanaa-Poku Jantuah (en)
- 1962-1964 : John Bogolo Erzuah (en)
- 1964-1966 : Jonathan Emmanuel Bossman
- 1966-1967 : Emmanuel Kodjoe Dadzie (en)
- 1967-1970 : Epiphan Patrick Komla Seddoh
- 1970-1972 : Kofi Dsane Selby
- 1972-1976 : Epiphan Patrick Komla Seddoh
- 1976-1980 : Yaw Bamful Turkson
- 1980-1986 : J. Q. Cleland
- 1986-1994 : Thérèse Striggner Scott
- 1994-1998 : Keli Nordor
- 1998-2002 : Harry O. Blavo
- 2002-2009 : Albert Owusu-Sarpong
- 2009-2014 : Genevieve Delali Tsegah
- 2014-2017 : Johanna Odonkor Svanikier
- Depuis 2017 : Anna Bossman